# ジェラベク双曲線

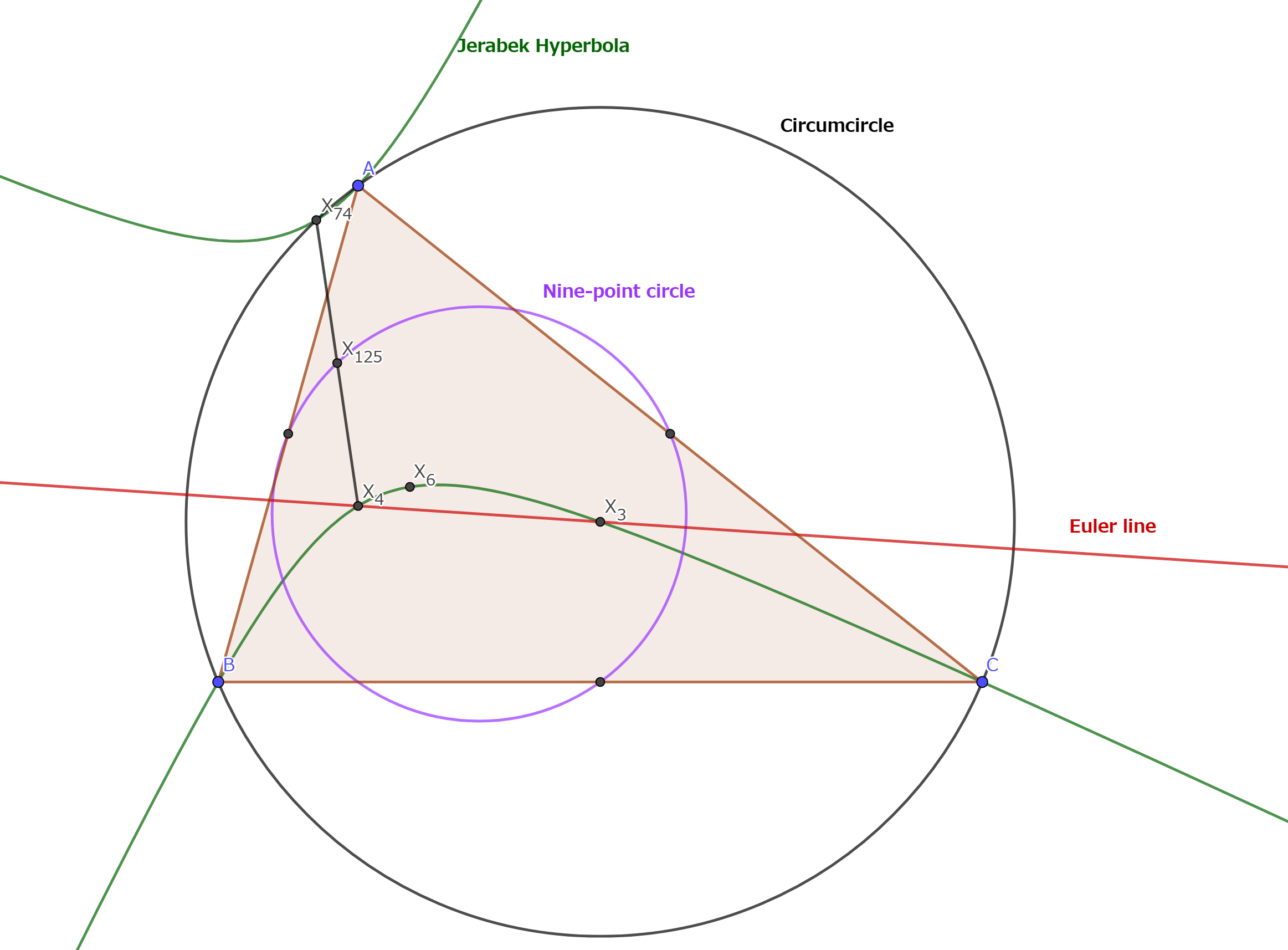
ジェラベク双曲線(緑)、オイラー線(赤)の等角共役点の軌跡

幾何学において、ジェラベク双曲線（ジェラベクそうきょくせん、英: Jerabek hyperbola）は、チェコの数学者ヴァーツラフ・ジェラベクにちなんで名付けられた、三角形の頂点、外心、垂心などを通る双曲線である。オイラー線の等角共役点の軌跡としても定義される。

## 双曲線上の点
ジェラベク双曲線は、三角形の頂点、外心、垂心の他、以下の点などを通る。番号は三角形の中心、 Encyclopedia of Triangle Centers を参照。
- 類似重心X6、重心X2の等角共役
- コスニタ点X54、九点円の中心X5の等角共役
- ド・ロンシャン点X20の等角共役X64
- 接触三角形の垂心X65、シフラー点X21の等角共役
- プラソロフ点X68、垂心三角形の垂心三角形と元の三角形の配景の中心X24の等角共役
- 逆補三角形の類似重心X69、接線三角形と垂心三角形の相似の中心X25の等角共役

## 双曲線の中心
Encyclopedia of Triangle Centers では、ジェラベク双曲線の中心（Jerabek center）はX125として登録されており、三線座標によって以下の式で与えられる。
{\displaystyle \cos A\sin ^{2}(B-C):\cos B\sin ^{2}(C-A):\cos C\sin ^{2}(A-B)}

### 性質
- 九点円上にある。一般に、三角形の頂点と垂心を通る直角双曲線の中心は九点円上にある（ポンスレ束）[5]。
- キーペルト放物線の焦点X110を重心を中心に-1/2倍拡大した点（補点）である[4]。
- 重心、タリ―点、X110と共線である。

## 式
ジェラベク双曲線は、三線座標(x : y : z)を用いて、以下の式で表される。
{\displaystyle {\frac {a(\sin 2B-\sin 2C)}{x}}+{\frac {b(\sin 2C-\sin 2A)}{y}}+{\frac {c(\sin 2A-\sin 2B)}{z}}=0}

## 第四交点
ジェラベク双曲線と外接円の第四交点は Encyclopedia of Triangle Centers でX74として登録されており、三線座標は以下の式で与えられる。
{\displaystyle {\frac {1}{\cos A-2\cos B\cos C}}:{\frac {1}{\cos B-2\cos C\cos A}}:{\frac {1}{\cos C-2\cos A\cos B}}}

### 性質
- オイラー無限遠点の等角共役点である。
- X74と垂心の中点はX125である。
- X74はノイベルグ三次曲線上にある[7]。
- 外接円に関する、X110の対蹠点である。
- ド・ロンシャン点とプラソロフ点と共線である。